# Медиана (Ниш)
Медиана (серб. Медијана, лат. Mediana) — расположенный в городе Ниш, Сербия, археологический памятник. Включает в себя римскую виллу с перистилем, термы, зернохранилище и водонапорную башню. Сооружения датируются правлением родившегося в этих местах римского императора Константина Великого (306—337). Хотя римские памятники находятся повсюду в окрестностях Ниша, в Медиане остатки римского Наисса (лат. Naissus) сохранились наилучшим образом. С 1979 года Медиана включена в список археологических объектов особой важности Сербии.

## История
Константин Великий, родившийся в Наиссе около 280 года, став императором, построил в родном городе роскошную резиденцию, которую неоднократно посещал. Ряд законов (315, 319, 324, и 334 годов) изданы им отсюда.
После смерти Константина в 337 году эта резиденция использовалась некоторыми из его преемников как место отдыха в их длительных перемещениях по империи или же в процессе подготовки к войнам. Сыновья Константина, Констанций II и Констант, жили здесь в 340 году и подписали совместный эдикт. Позднее Констант иногда использовал Медиану как резиденцию. Согласно Иерониму Стридонскому, после того, как Ветранион был провозглашён императором дунайскими легионами в 350 году, он передал в том же году Констанцию императорские регалии именно на вилле Медианы.
В конце 361 года, во время своего похода против Констанция, здесь провёл 2 месяца Юлиан Отступник. Отсюда он писал послания Сенату, в Афины, Коринф и другие греческие города, разъясняя свою политику и добиваясь поддержки. В 364 году из Наисса Валентиниан I издал несколько эдиктов. В этом же году здесь встретились Валентиниан и Валент для раздела империи между собой.
Согласно Олимпиодору, Наисс был родным городом ещё одного римского императора — Констанция III, мужа Галлы Плацидии и отца Валентиниана III.
После разрушения города Аттилой в 442 году вилла была заброшена.

## Описание

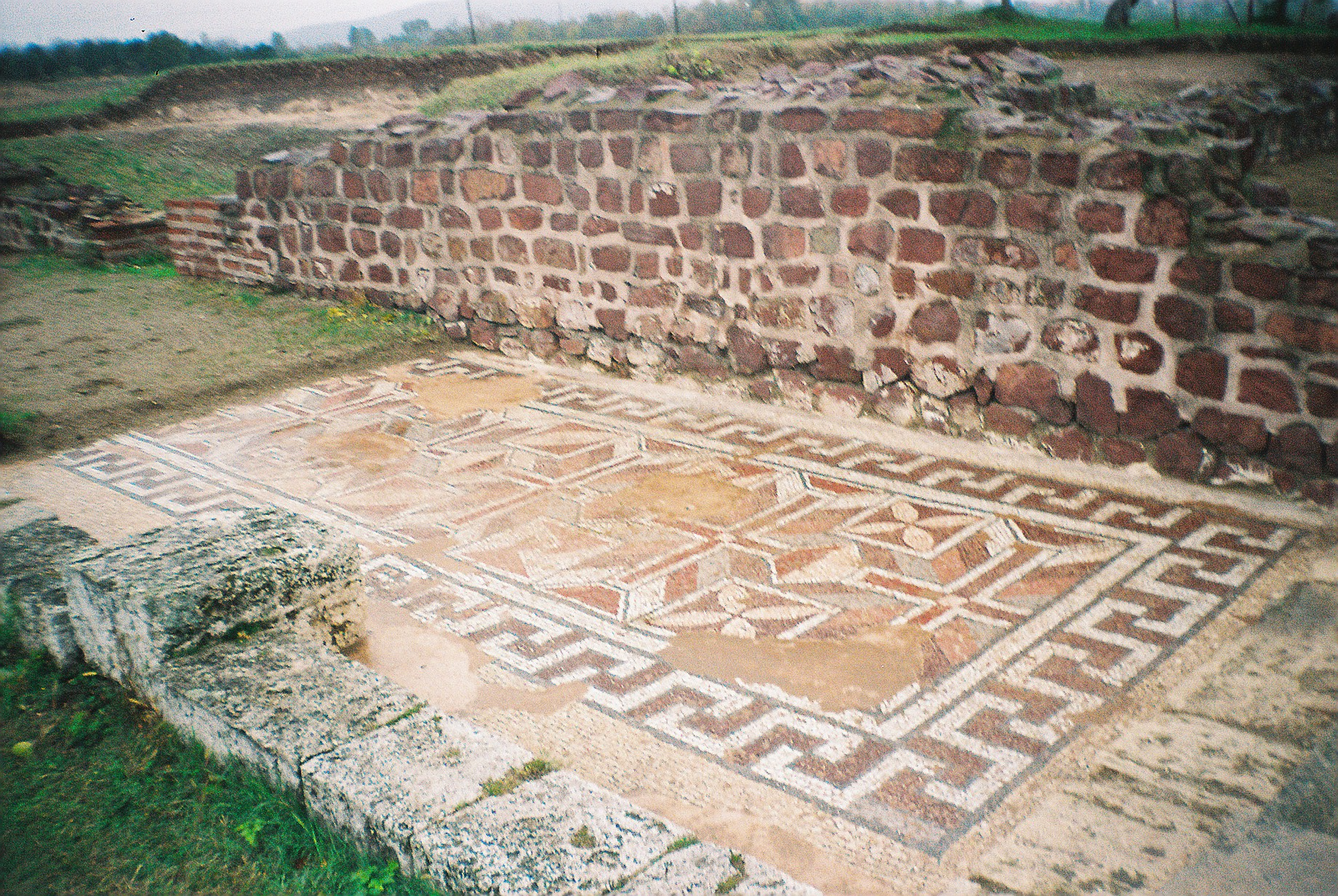
Одна из мозаик

Памятник расположен на плоском участке размером 400.000 м2 на высоком берегу Нишавы вблизи термальных источников. К югу от виллы проходит с запада на восток улица, по которой можно также попасть к амбару. Центральная часть территории занимает вилла с открытым перистилем, нимфеум и термы. К западу от виллы расположен амбар и просторное здание с восьмиугольными и круглыми помещениями. К югу находятся другие виллы и хозяйственные постройки.
Вилла занимает центральную часть Медианы, её размеры 98.6 на 60 метров. С запада к ней примыкают термы, с востока нимфеум. Продольная ось здания направлена с севера на юг. Северная часть здания отапливалась. Вилла была роскошно декорирована, о чём свидетельствуют мраморные колонны, рельефы на пилястрах и плиты парапета. Остатки стен покрыты мрамором разных цветов и фресками. Мозаичные полы, покрывающие 450 м2 перед перистилем и в зале аудиенций, хорошо сохранились.
Исследованием Медианы первым занялся австрийский этнограф Феликс Каниц.
В ходе раскопок, проведённых в 2000 и 2007 годах, были обнаружены две христианские церкви, построенные после 378 года.